# Bilylivka
Bilylivka (en ukrainien : Білилівка ; en polonais : Białołówka) est un village du raïon de Berdytchiv, dans l'oblast de Jytomyr, en Ukraine. Sa population s'élève à 2 193 habitants.

## Situation
Situé sur les bords de la Rostavytsia.

## Histoire
À la veille de la Seconde Guerre mondiale, plus de 1 800 Juifs vivaient dans le village. Pendant l'invasion de l'Union soviétique par l'Allemagne nazie, le village est occupé par l'armée allemande le 15 juillet 1941. Le 10 septembre 1941, plus de 850 Juifs sont assassinés lors d'une exécution de masse perpétrée par des unités mobiles SS, aidées par la police locale.

## Personnalités
- Matvei Pogrebinski (1895-1937), auteur du livre La Commune de travail OGPU (Трудовая коммуна ОГПУ, 1928) connu également sous le titre La Fabrique de l'homme (Фабрика людей) porté à l'écran par Nikolai Ekk en 1931 sous le titre Le Chemin de la vie[4]

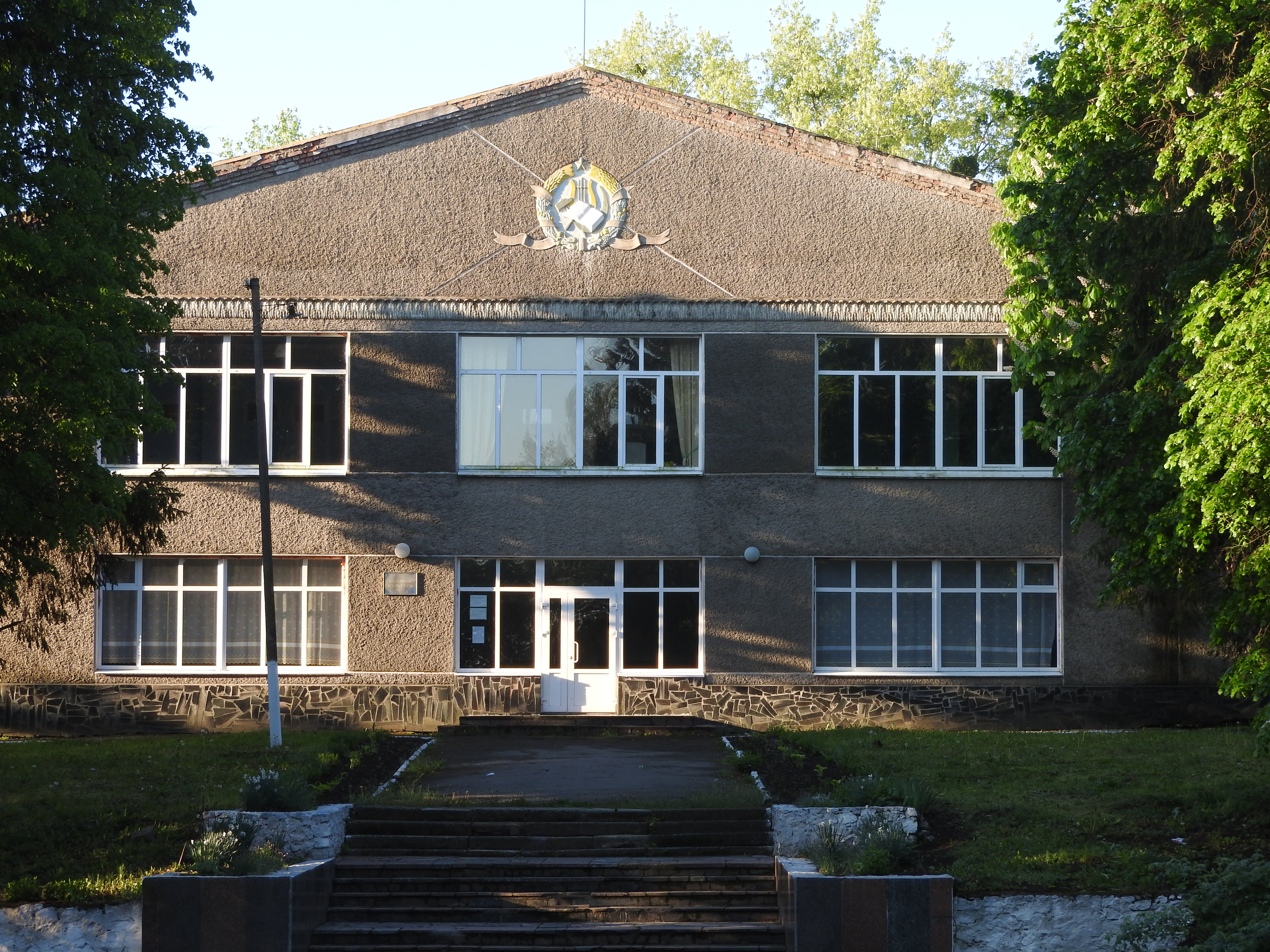
Maison de la culture, classée[5].
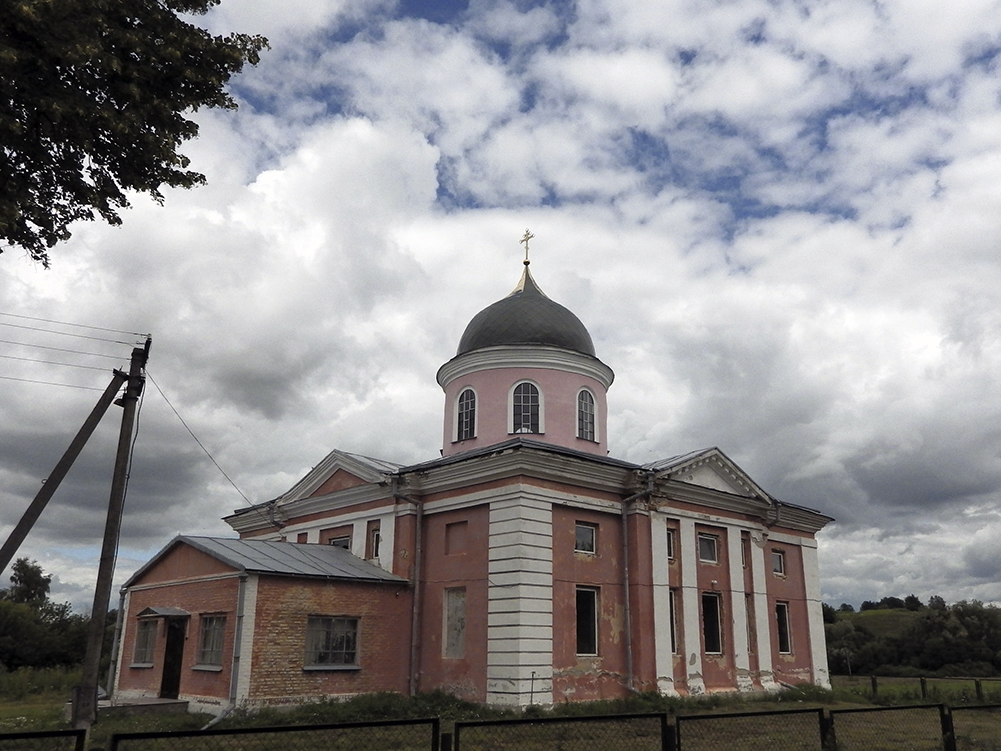
église st-Georges, classée[6].
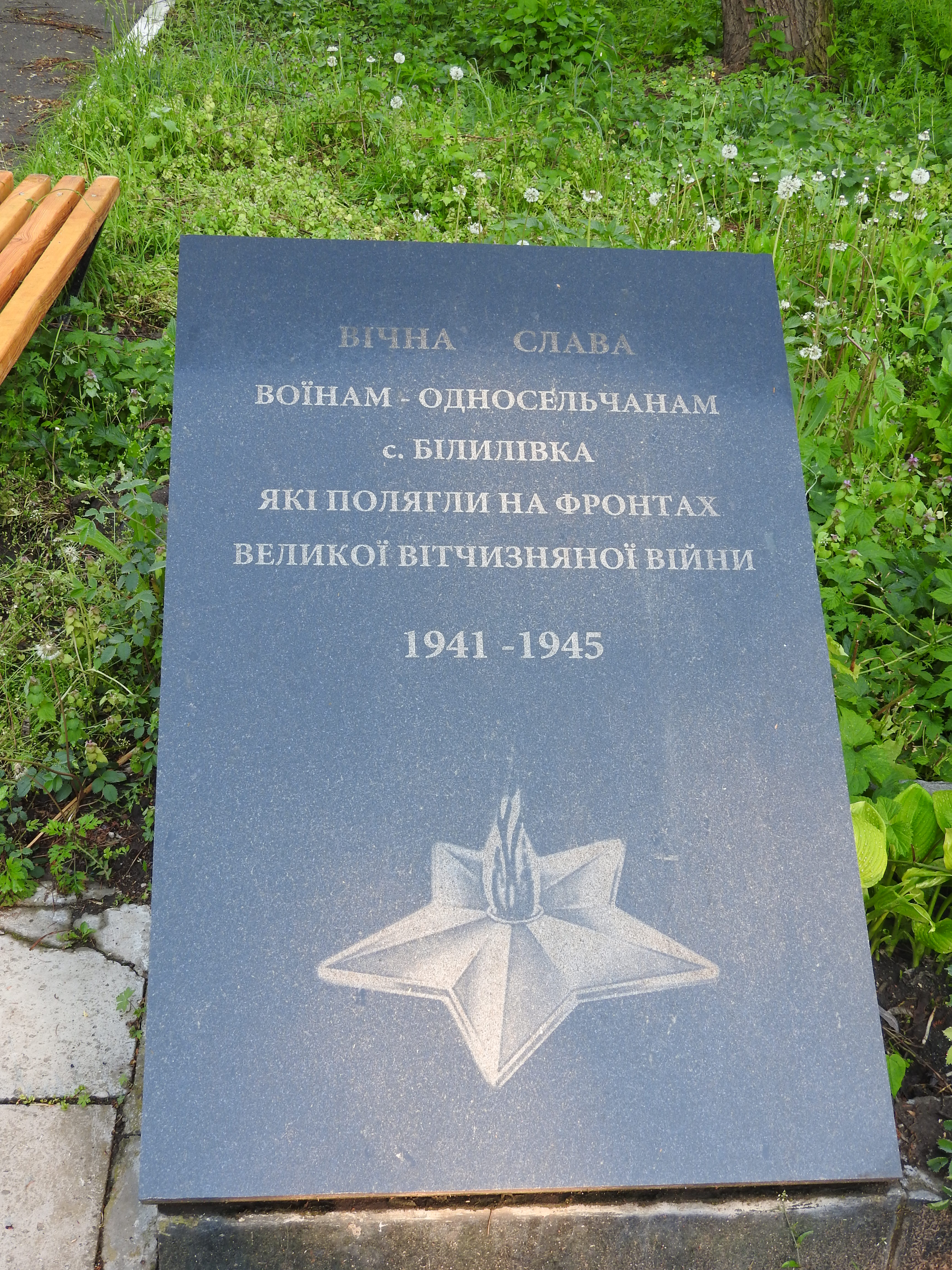
Monument aux morts, classée[7].